# Édith Bongo
Édith Lucie Sassou Nguesso, coniugata Bongo Ondimba (Brazzaville, 10 marzo 1964 – Rabat, 14 marzo 2009), è stata la moglie dell'ex presidente del Gabon Omar Bongo e la first lady del Gabon dal 4 agosto 1990 sino alla propria morte.

## Biografia
Era la figlia di Denis Sassou Nguesso, presidente della repubblica del Congo, ed è pertanto considerata da Reuters come un simbolo dello stretto legame tra i due leader degli stati centrali africano. Con Omar Bongo ha avuto due figli, Omar Denis Junior e Yacine Queenie.
Édith Bongo era anche una pediatra, che aveva nell'HIV/AIDS una delle sue principali specializzazioni. Ha aiutato la creazione di un forum delle first lady africane per combattere l'AIDS, ed ha fondato diverse associazioni a favore dei bambini e dei disabili.
È scomparsa nel 2009 all'età di 45 anni a seguito di un tumore all'intestino.